# Skyguard
Lo Skyguard è un sistema di difesa che utilizza la tecnologia laser, sviluppato da Northrop Grumman e destinato a proteggere aeroporti e altri luoghi sensibili da tutti i tipi di minacce: missili balistici, razzi, a corto e a lungo raggio, obici, mortai, droni e missili da crociera.. 